# Olympische Sommerspiele 2000/Hockey
Bei den Olympischen Sommerspielen 2000 in der australischen Metropole Sydney wurden zwei Wettbewerbe im Hockey ausgetragen.
Austragungsort war das Hockey Centre im Sydney Olympic Park. Erstmals bei Olympischen Spielen gab es für einen Sieg 3 Punkte! Ein Unentschieden zählte nach wie vor 1 Punkt. Beide Olympiasieger von Atlanta 1996 konnten ihren Titel verteidigen und holten erneut Gold.

## Herren

### Spielmodus
Die zwölf Teams spielten in zwei Gruppen A und B jeder gegen jeden. Die jeweils zwei Gruppenbesten, die 3. und 4. der Gruppen und die 5. und 6. spielten dann im K.-o.-System um die Plätze 1 bis 4, 5 bis 8 und 9 bis 12.

### Turnierverlauf
Im ersten Spiel des Turniers schlugen die Niederlande Großbritannien mit 4:2. Die deutschen Herren mussten im letzten Gruppenspiel gegen Großbritannien antreten. Ein Sieg hätte zum Gruppensieg, ein Unentschieden für den zweiten Platz in der Gruppe ausgereicht, doch sie verloren dieses entscheidende Spiel mit 1:2. So erreichte das zu den Favoriten gezählte deutsche Herrenteam nicht die Halbfinalspiele. Nach Abschluss der Gruppenspiele waren Südkorea und Indien punkt- und torgleich, der direkte Vergleich brachte Südkorea auf den 2. Platz in der Gruppe B und damit den Einzug ins Halbfinale.
Die Australier beendeten die Gruppenphase als Tabellenerster der Gruppe B und mussten im Halbfinale gegen die Niederlande antreten. Nach den 70 Minuten der regulären Spielzeit und einer fünfzehnminütigen Verlängerung stand kein Gewinner des Spiels fest, so dass es zum Siebenmeterschießen kam. Das gewannen die Niederländer mit 5:4, da ihr Mann im Tor, Ronald Jansen, den letzten Schlenzer des Australiers Brent Livermore hielt. Im zweiten Halbfinale setzte sich die Mannschaft aus Südkorea gegen den Gruppenersten der Gruppe A Pakistan durch. Das Finale gegen Südkorea gewann die niederländische Mannschaft erneut im Siebenmeterschießen, Bronze gewannen die Australier, die die Pakistaner mit 6:3 schlugen.

### Gruppe A
| Pakistan und die Niederlande qualifizierten sich für das Halbfinale. Die bessere Tordifferenz brachte den Niederländern im Vergleich zu den punktgleichen Deutschen. Diese verpassten im letzten Gruppenspiel durch die Niederlage gegen Großbritannien das Halbfinale. |       |                              |           |  |
| 16. September | 13:30 | Niederlande – Großbritannien | 4:2 (1:1) |  |
| | 18:30 | Kanada – Pakistan            | 2:2 (2:2) |  |
| | 20:30 | Malaysia – Deutschland       | 0:1 (0:0) |  |
| 18. September | 10:30 | Niederlande – Malaysia       | 0:0       |  |
| | 13:30 | Großbritannien – Pakistan    | 1:8 (1:4) |  |
| | 15:30 | Deutschland – Kanada         | 2:1 (0:0) |  |
| 20. September | 13:30 | Niederlande – Kanada         | 5:2 (2:1) |  |
| | 15:30 | Malaysia – Großbritannien    | 2:2 (0:2) |  |
| 21. September | 15:30 | Deutschland – Pakistan       | 1:1 (1:1) |  |
| 23. September | 13:30 | Malaysia – Pakistan          | 2:2 (1:1) |  |
| | 20:30 | Niederlande – Deutschland    | 2:2 (2:2) |  |
| 24. September | 19:00 | Großbritannien – Kanada      | 1:1 (0:1) |  |
| 26. September | 10:30 | Malaysia – Kanada            | 1:1 (0:1) |  |
| | 15:30 | Niederlande – Pakistan       | 0:2 (0:1) |  |
| | 18:30 | Deutschland – Großbritannien | 1:2 (0:0) |  |

| Tabelle Gruppe A | Tabelle Gruppe A | Tabelle Gruppe A | Tabelle Gruppe A | Tabelle Gruppe A |
| Platz            | Team             | Spiele           | Tore             | Punkte           |
| ---------------- | ---------------- | ---------------- | ---------------- | ---------------- |
| 1.               | Pakistan         | 5                | 15:06            | 9                |
| 2.               | Niederlande      | 5                | 11:08            | 8                |
| 3.               | Deutschland      | 5                | 07:06            | 8                |
| 4.               | Großbritannien   | 5                | 08:16            | 5                |
| 5.               | Malaysia         | 5                | 05:06            | 4                |
| 6.               | Kanada           | 5                | 07:11            | 3                |

### Gruppe B
| Australien und Südkorea qualifizierten sich für das Halbfinale. Indien, punkt- und torgleich mit Südkorea, hatte den direkten Vergleich verloren und kam daher auf Platz 3 in der Tabelle. |       |                          |           |  |
| 16. September | 15:30 | Spanien – Südkorea       | 1:1 (1:1) |  |
| 17. September | 08:30 | Australien – Polen       | 4:0 (1:0) |  |
| | 10:30 | Argentinien – Indien     | 0:3 (0:2) |  |
| 19. September | 10:30 | Spanien – Polen          | 1:4 (0:3) |  |
| | 18:30 | Argentinien – Südkorea   | 2:2 (1:1) |  |
| | 20:30 | Australien – Indien      | 2:2 (1:2) |  |
| 21. September | 08:30 | Südkorea – Indien        | 2:0 (1:0) |  |
| | 10:30 | Argentinien – Polen      | 5:5 (2:1) |  |
| | 13:30 | Spanien – Australien     | 2:2 (1:1) |  |
| 23. September | 15:30 | Spanien – Indien         | 2:3 (1:2) |  |
| | 18:30 | Australien – Argentinien | 2:1 (0:0) |  |
| 24. September | 21:00 | Polen – Südkorea         | 2:3 (0:2) |  |
| 25. September | 08:30 | Spanien – Argentinien    | 1:5 (1:1) |  |
| 26. September | 13:30 | Australien – Südkorea    | 2:1 (1:1) |  |
| | 20:30 | Polen – Indien           | 1:1 (0:0) |  |

| Tabelle Gruppe B | Tabelle Gruppe B | Tabelle Gruppe B | Tabelle Gruppe B | Tabelle Gruppe B |
| Platz            | Team             | Spiele           | Tore             | Punkte           |
| ---------------- | ---------------- | ---------------- | ---------------- | ---------------- |
| 1.               | Australien       | 5                | 12:06            | 11               |
| 2.               | Südkorea         | 5                | 09:07            | 8                |
| 3.               | Indien           | 5                | 09:07            | 8                |
| 4.               | Argentinien      | 5                | 13:13            | 5                |
| 5.               | Polen            | 5                | 12:14            | 5                |
| 6.               | Spanien          | 5                | 07:15            | 2                |

### Qualifikation
| Australien und Südkorea qualifizierten sich für das Halbfinale. Indien, punkt- und torgleich mit Südkorea, hatte den direkten Vergleich verloren und kam daher auf Platz 3 in der Tabelle. |       |                           |                              |               |
| 27. September | 20:30 | Malaysia – Spanien        | 0:1 (0:0)                    | um Platz 8–12 |
| 28. September | 17:30 | Kanada – Polen            | 3:2 (0:1)                    | um Platz 8–12 |
| | 09:00 | Großbritannien – Indien   | 2:1 (1:1)                    | um Platz 5–8  |
| | 11:30 | Deutschland – Argentinien | 6:2 (0:2)                    | um Platz 5–8  |
| | 14:00 | Pakistan – Südkorea       | 0:1 (0:0)                    | Halbfinale    |
| | 20:00 | Australien – Niederlande  | 0:0 n. V. (0:0,0:0) 4:5 i.S. | Halbfinale    |

### Finale
| Mit zwei gewonnenen Siebenmeterschießen im Halbfinale und im Finale gewannen die Niederlande zum zweiten Mal olympisches Gold. |       |                              |                              |             |
| 30. September | 11:30 | Malaysia – Polen             | 3:2 n. V. (2:2,1:1)          | um Platz 11 |
| | 14:00 | Spanien – Kanada             | 3:0 (2:0)                    | um Platz 9  |
| 29. September | 11:30 | Indien – Argentinien         | 3:1 (1:0)                    | um Platz 7  |
| | 14:00 | Großbritannien – Deutschland | 0:4 (0:1)                    | um Platz 5  |
| 30. September | 14:00 | Pakistan – Australien        | 3:6 (1:3)                    | um Platz 3  |
| | 20:00 | Südkorea – Niederlande       | 3:3 n. V. (3:3,1:1) 4:5 i.S. | Endspiel    |

| Rangliste | Rangliste      |
| Platz     | Team           |
| --------- | -------------- |
| 1.        | Niederlande    |
| 2.        | Südkorea       |
| 3.        | Australien     |
| 4.        | Pakistan       |
| 5.        | Deutschland    |
| 6.        | Großbritannien |
| 7.        | Indien         |
| 8.        | Argentinien    |
| 9.        | Spanien        |
| 10.       | Kanada         |
| 11.       | Malaysia       |
| 12.       | Polen          |

### Medaillengewinner
| | | | 4 |
| Niederlande | Südkorea | Australien | Pakistan |
| --- | --- | --- | --- |
| Ronald Jansen Erik Jazet Wouter van Pelt Bram Lomans Diederik van Weel Stephan Veen Jeroen Delmee Jacques Brinkman Remco van Wijk Teun de Nooijer Jaap-Derk Buma Peter Windt Sander van der Weide Piet-Hein Geeris Marten Eikelboom Guus Vogels | Kim Yoon Ji Seong-hwan Seo Jong-ho Kim Chel-hwan Kim Yong-bae Han Hyung-bae Kim Kyung-seok Kim Jung-chul Song Seung-tae Kang Keon-wook Kong Keon-wook Hwang Jong-hyun Lim Jung-woo Jeon Jong-ha Jeon Hong-kwon Yeo Woon-kon Lim Jong-chun | Michael Brennan Adam Commens Jason Duff Troy Elder James Elmer Damon Diletti Lachlan Dreher Paul Gaudoin Jay Stacy Daniel Sproule Stephen Davies Michael York Craig Victory Stephen Holt Matthew Wells Brent Livermore | Ahmed Alam Ali Raza Tariq Imran Irfan Yousaf Imran Yousuf Waseem Ahmad Muhammad Nadeem Atif Bashir Kamran Ashraf Muhammad Sarwar Muhammad Qasim Sohail Abbas Muhammad Shafqat Malik Sameer Hussain Kashif Jawad Anis Ahmed |

### Team Deutschland
| Deutschland |
| --- |
| Christopher Reitz Clemens Arnold Philipp Crone Christian Wein Björn Michel Sascha Reinelt Oliver Domke Christoph Eimer Björn Emmerling Christoph Bechmann Michael Green Tibor Weißenborn Florian Kunz Christian Mayerhöfer Matthias Witthaus Ulrich Moissl |

## Damen

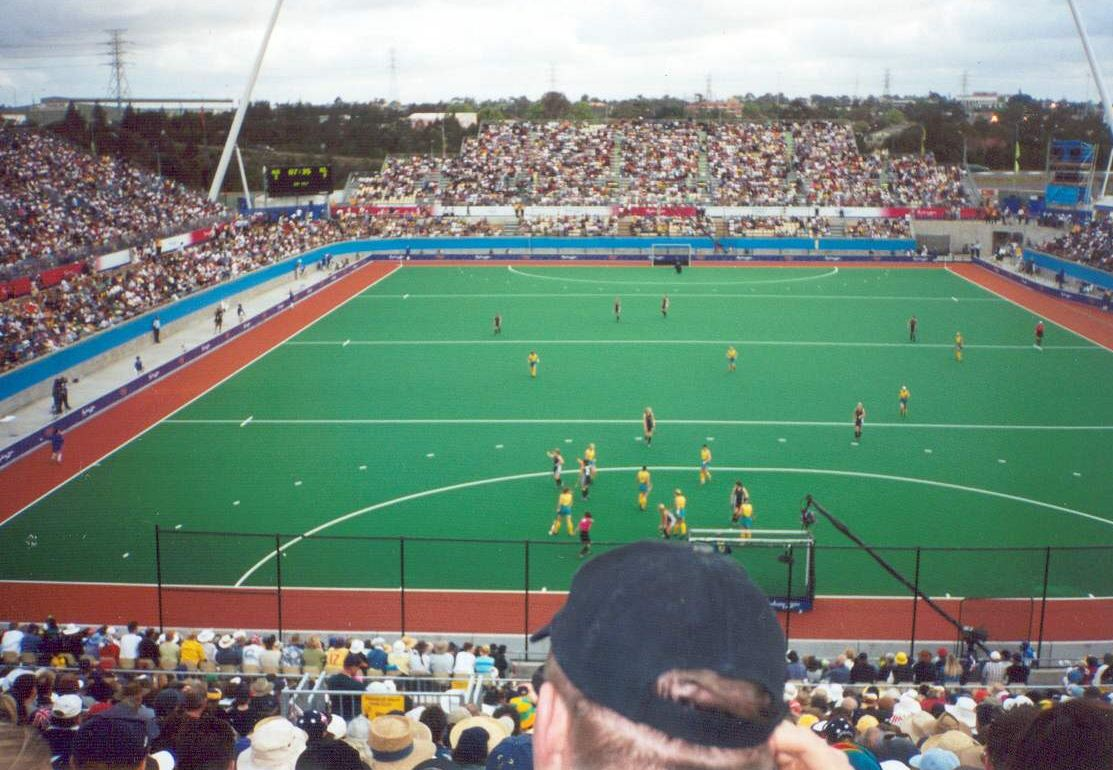
Olympiasieger Australien

### Turniermodus
Die zehn Teams spielten zunächst in zwei Gruppen C und D jeder gegen jeden. Die drei Gruppenbesten spielten dann in der sogenannten Medaillengruppe E: Dabei wurden die Resultate untereinander aus den Gruppenspielen mitgenommen und nur noch die Spiele gegen die anderen Gruppenteilnehmer ausgetragen. Der 3. und der 4. der Medaillengruppe spielen um Bronze, der 1. und 2. um Gold. Die 4. und 5. der Gruppen C und D spielten im K.-o.-System um die Plätze 7 bis 10: zunächst über Kreuz, dann die Verlierer um Platz 9, die Sieger um Platz 7.

### Turnierverlauf
Im Eröffnungsspiel besiegten die Argentinierinnen die Mannschaft aus Südkorea mit 3:2. Für die Runde der letzten sechs konnten sich die Mannschaften aus Neuseeland, China, Spanien, Argentinien, den Niederlanden und Australien qualifizieren. Die Australierinnen setzten sich in dieser Gruppe durch und qualifizierten sich für das Finale. Die Mannschaft um Rechelle Hawkes, die den olympischen Eid gesprochen hatte, holte die Goldmedaille. Die Australierinnen gewannen im Finale gegen Argentinien mit 3:1. Es war der dritte australische Sieg bei der fünften Austragung des Damen-Turniers. Bronze ging an das niederländische Team, das im kleinen Finale mit 2:0 gegen Spanien gewann. Die deutschen Frauen verpassten etwas unglücklich die Medaillenrunde und belegten am Ende den siebten Rang.

### Gruppe C
| Die Australien, Argentinien und Spanien qualifizierten sich für die Medaillengruppe. |       |                              |           |  |
| 16. September                                                                        | 08:30 | Südkorea – Argentinien       | 2:3 (2:1) |  |
| 17. September                                                                        | 15:30 | Australien – Großbritannien  | 2:1 (1:0) |  |
|                                                                                      | 16:00 | Südkorea – Spanien           | 0:0       |  |
| 18. September                                                                        | 18:30 | Großbritannien – Argentinien | 0:1 (0:1) |  |
| 19. September                                                                        | 15:30 | Australien – Spanien         | 1:1 (1:1) |  |
| 20. September                                                                        | 10:30 | Südkorea – Großbritannien    | 2:2 (1:0) |  |
|                                                                                      | 20:30 | Australien – Argentinien     | 3:1 (2:0) |  |
| 21. September                                                                        | 20:30 | Argentinien – Spanien        | 0:1 (0:0) |  |
| 22. September                                                                        | 15:30 | Australien – Südkorea        | 3:0 (2:0) |  |
|                                                                                      | 20:30 | Großbritannien – Spanien     | 2:0 (0:0) |  |

| Tabelle Gruppe C | Tabelle Gruppe C | Tabelle Gruppe C | Tabelle Gruppe C | Tabelle Gruppe C |
| Platz            | Team             | Spiele           | Tore             | Punkte           |
| ---------------- | ---------------- | ---------------- | ---------------- | ---------------- |
| 1.               | Australien       | 4                | 9:3              | 10               |
| 2.               | Argentinien      | 4                | 5:6              | 6                |
| 3.               | Spanien          | 4                | 2:3              | 5                |
| 4.               | Großbritannien   | 4                | 5:5              | 4                |
| 5.               | Südkorea         | 4                | 4:8              | 2                |

### Gruppe D
| Die Australien, Argentinien und Spanien qualifizierten sich für die Medaillengruppe. |       |                           |           |  |
| 16. September                                                                        | 10:30 | Deutschland – Neuseeland  | 1:1 (0:0) |  |
| 17. September                                                                        | 13:30 | Niederlande – China       | 1:2 (0:1) |  |
|                                                                                      | 20:30 | Deutschland – Südafrika   | 2:1 (1:1) |  |
| 18. September                                                                        | 20:30 | China – Neuseeland        | 0:2 (0:1) |  |
| 19. September                                                                        | 13:30 | Niederlande – Südafrika   | 2:2 (2:0) |  |
| 20. September                                                                        | 08:30 | Deutschland – China       | 1:2 (0:1) |  |
|                                                                                      | 18:30 | Niederlande – Neuseeland  | 4:3 (2:1) |  |
| 21. September                                                                        | 18:30 | Neuseeland – Südafrika    | 1:0 (0:0) |  |
| 22. September                                                                        | 13:30 | Niederlande – Deutschland | 2:2 (1:1) |  |
|                                                                                      | 18:30 | China – Südafrika         | 0:1 (0:0) |  |

| Tabelle Gruppe D | Tabelle Gruppe D | Tabelle Gruppe D | Tabelle Gruppe D | Tabelle Gruppe D |
| Platz            | Team             | Spiele           | Tore             | Punkte           |
| ---------------- | ---------------- | ---------------- | ---------------- | ---------------- |
| 1.               | Neuseeland       | 4                | 7:5              | 7                |
| 2.               | China            | 4                | 4:5              | 6                |
| 3.               | Niederlande      | 4                | 9:9              | 5                |
| 4.               | Deutschland      | 4                | 6:6              | 5                |
| 5.               | Südafrika        | 4                | 4:5              | 4                |

### Medaillengruppe E
| Die Australien und Argentinien qualifizierten sich für das Spiel um Gold, die Niederlande und Spanien für das Spiel um Bronze. |       |                           |           |  |
| 24. September | 11:00 | Spanien – China           | 0:0       |  |
| | 14:00 | Argentinien – Niederlande | 3:1 (2:1) |  |
| | 16:00 | Australien – Neuseeland   | 3:0 (0:0) |  |
| 25. September | 13:30 | Argentinien – China       | 2:1 (1:1) |  |
| | 18:30 | Australien – Niederlande  | 5:0 (1:0) |  |
| | 20:30 | Spanien – Neuseeland      | 2:2 (1:0) |  |
| 27. September | 11:00 | Spanien – Niederlande     | 1:2 (0:1) |  |
| | 16:30 | Argentinien – Neuseeland  | 7:1 (3:2) |  |
| | 18:30 | Australien – China        | 5:1 (3:0) |  |

| Tabelle Medaillengruppe E | Tabelle Medaillengruppe E | Tabelle Medaillengruppe E | Tabelle Medaillengruppe E | Tabelle Medaillengruppe E |
| Platz                     | Team                      | Spiele                    | Tore                      | Punkte                    |
| ------------------------- | ------------------------- | ------------------------- | ------------------------- | ------------------------- |
| 1.                        | Australien                | 5                         | 17:03                     | 13                        |
| 2.                        | Argentinien               | 5                         | 13:07                     | 9                         |
| 3.                        | Niederlande               | 5                         | 08:14                     | 6                         |
| 4.                        | Spanien                   | 5                         | 05:05                     | 6                         |
| 5.                        | China                     | 5                         | 04:10                     | 4                         |
| 6.                        | Neuseeland                | 5                         | 08:16                     | 4                         |

### Qualifizierung
| 25. September | 10:30 | Großbritannien – Südafrika | 3:2 (2:2)           | um Platz 7–10 |
|               | 15:30 | Südkorea – Deutschland     | 2:3 n. V. (2:2,0:1) | um Platz 7–10 |

### Finale
| Die Australierinnen gewannen zum dritten Mal das olympische Hockeyturnier. |       |                              |           |            |
| 27. September                                                              | 08:30 | Südafrika – Südkorea         | 0:3 (0:3) | um Platz 9 |
|                                                                            | 13:00 | Großbritannien – Deutschland | 0:2 (0:1) | um Platz 7 |
| 29. September                                                              | 17:30 | Niederlande – Spanien        | 2:0 (1:0) | um Platz 3 |
|                                                                            | 20:00 | Australien – Argentinien     | 3:1 (2:0) | Endspiel   |

| Rangliste | Rangliste      |
| Platz     | Team           |
| --------- | -------------- |
| 1.        | Australien     |
| 2.        | Argentinien    |
| 3.        | Niederlande    |
| 4.        | Spanien        |
| 5.        | China          |
| 6.        | Neuseeland     |
| 7.        | Deutschland    |
| 8.        | Großbritannien |
| 9.        | Südkorea       |
| 10.       | Südafrika      |

### Medaillengewinnerinnen
| | | | 4 |
| Australien | Argentinien | Niederlande | Spanien |
| --- | --- | --- | --- |
| Alyson Annan Juliet Haslam Alison Peek Claire Mitchell-Taverner Kate Starre Kate Allen Lisa Carruthers Rechelle Hawkes Clover Maitland Rachel Imison Angie Skirving Julie Towers Renita Garard Jenny Morris Katrina Powell Nikki Hudson | Mariela Antoniska Agustina García Magdalena Aicega María Paz Ferrari Anabel Gambero Ayelén Stepnik Inés Arrondo Luciana Aymar Vanina Oneto Jorgelina Rimoldi Karina Masotta Paola Vukojicic Laura Maiztegui Mercedes Margalot María de la Paz Hernández Cecilia Rognoni | Clarinda Sinnige Macha van der Vaart Julie Deiters Fatima Moreira de Melo Hanneke Smabers Dillianne van den Boogaard Margje Teeuwen Mijntje Donners Ageeth Boomgaardt Myrna Veenstra Minke Smabers Carole Thate Fleur van de Kieft Minke Booij Daphne Touw Suzan van der Wielen | Elena Carrión Nuria Moreno Amanda González Carmen Barea Sonia de Ignacio-Simo María del Carmen Martín Sonia Barrio Silvia Muñoz Luci Lopez Mar Feito Maider Tellería Elena Urkizu Begoña Larzabal Erdoitza Goikoetxea Cibeles Romero Núria Camón |

### Team Deutschland
| Deutschland |
| --- |
| Julia Zwehl Birgit Beyer Denise Klecker Tanja Dickenscheid Nadine Ernsting-Krienke Inga Möller Natascha Keller Friederike Barth Britta Becker Marion Rodewald Heike Lätzsch Katrin Kauschke Simone Gräßer Fanny Rinne Caroline Casaretto Franziska Gude |